# Фредерик Ягеллон
Фредерик Ягеллон (пол. Fryderyk Jagiellończyk; 27 апреля 1468, Краков — 14 марта 1503, там же) — архиепископ гнезненский и примас Польши, епископ краковский.
Шестой сын Казимира Ягеллона и Елизаветы Габсбургской (Ракушанки). Не имел шансов на престол, и поэтому обратился к церкви. После смерти епископа Яна Жешовского был избран 13 апреля 1488 года епископом краковским. Отец его хотел, чтобы он принял также должность епископа-князя варминского, но капитула варминская избрала в 1489 году Лукаша Ватценроде (дядю Николая Коперника).
После смерти Збигнева Олесницкого был также избран архиепископом гнезненским и примасом Польши (2 октября 1493), но не отказался от краковского епископального престола. Таким образом, он совмещал две самые почётные должности католической церкви в Польше. Кроме того, 20 сентября 1493 года папа провозгласил его кардиналом.